# Ascaphus truei
La rana con cola (Ascaphus truei) es una especie de rana nocturna del género Ascaphus ubicada al noroeste de Norteamérica.

## Características
Tiene nueve vértebras presacrales, un hueso prepúbico, costillas independientes y músculos rudimentarios para mover la cola. En los machos, la cloaca se ha modificado para formar un órgano de penetración (la supuesta "cola") que utiliza para transferir esperma a la hembra. También los machos sufren un enorme aumento de sus patas anteriores en la época de cría, para poder agarrar a las hembras durante el apareamiento (todas estas características no son únicas de esta rana, ya que la otra especie del género, Ascaphus montanus, también las presenta).